# Tmarus subqinlingensis
Espèce
Tmarus subqinlingensis est une espèce d'araignées aranéomorphes de la famille des Thomisidae.

## Distribution
Cette espèce est endémique du Gansu en Chine,. Elle se rencontre dans le xian de Qingshui.

## Description
Le mâle holotype mesure 3,90 mm et la femelle paratype 4,73 mm.

## Systématique et taxinomie
Cette espèce a été décrite par Zhang et Zhang en 2023.

## Publication originale
- Zhang & Zhang, 2023 : « Diversity of the genus Tmarus Simon, 1875 from Xiaolong Mountains in western China (Araneae: Thomisidae). » Zootaxa, no 5301(1), p. 75-93.